# Gil Afonso Soares Tangil
Gil Afonso Soares Tangil foi um nobre do Reino de Portugal, tendo sido Alcaide-mór de Castro Laboreiro, vila portuguesa do concelho de Melgaço, situada na Serra da Peneda, planalto de Castro Laboreiro. Foi o primeiro da sua linhagem a usar o apelido Soares de Tangil, em contraponto ao seu irmão mais novo D.Fernao Soares, que não herdara o feudo; por via materna, D. Gil Afonso era primo em primeiro grau da célebre D. Inês de Castro. Durante a disputa pela sucessão no trono de Portugal, D. Gil Afonso aliou-se ao mestre da ordem de Avis, futuro rei D. João I de Portugal, enquanto seu irmão , apoiava o partido de D. Leonor Telles de Menezes, o que culminou no seu assassinato em 1383 e no exílio de seus descendentes pelas três  gerações  seguintes no Reino de Castela; em contrapartida, os descendentes de D.Gil Afonso permaneceriam como grandes senhores em Portugal pelas várias gerações subsequentes. 

## Relações familiares
Foi filho de D. Soeiro Afonso Tangil e de Maria Valadares. Casou com Aldonça Martins (1320 -?), filha de Martim Pires de Alvarenga (1270 -?) e de Inês Pais de Valadares (1300 -?), filha de Paio Rodrigues de Valadares e de Aldonça Rodrigues de Telha, de quem teve:
1. D.Teresa Gil Soares Tangil (c. 1340 -?) casada com Afonso Lourenço de Valadares (1340 -?).
2. D.Heitor Soares Tangil.Referências

1. ↑   Nobiliário das Famílias de Portugal, Manuel José da Costa Felgueiras Gaio, Carvalhos de Basto, 2ª Edição, Braga, 1989. vol. I-pg. 314 (Alvarengas) e vol. IX-pg. 443 (Soares Tangis).